# András Kappanyos
Vous pouvez aider à l'améliorer ou bien discuter des problèmes sur sa page de discussion.
- Son texte doit être wikifié : il ne correspond pas à la mise en forme Wikipédia (style, typographie, liens internes, liens entre les wikis, etc.). (Marqué depuis octobre 2022)
- Il n’est pas rédigé dans un style encyclopédique. (Marqué depuis octobre 2022)
- Il est orphelin : moins de trois articles lui sont liés. Aidez à ajouter des liens en plaçant le code [[András Kappanyos]] dans les articles relatifs au sujet. (Marqué depuis novembre 2024)

András Kappanyos, né à Budapest le 10 octobre 1962, est un historien de la littérature, un traducteur littéraire et un universitaire hongrois.
Dans le domaine académique, son travail porte sur la modernité et les perspectives linguistiques de l'avant-garde classique, notamment telles qu’elles apparaissent dans les œuvres de Kassák, Joyce et Eliot. Il analyse la tradition linguistique moderne à travers le développement du genre poétique, de Dryden à la poésie populaire contemporaine. Pionnier des "études de traduction culturelle" en Hongrie, il est à la fois un analyste et un traducteur de textes littéraires.

## Parcours professionnel
András Kappanyos développe sa pratique de traducteur littéraire dans l'atelier de László Lator à l’université Eötvös-Loránd, ce qui lui apporte le soutien d'un maître et d'une communauté d'amis. Il commence sa carrière d'enseignant en tant qu'historien de la littérature à l'université de Pécs en 1990, dans le département mené par Ernő Kulcsár Szabó. Grâce à une bourse Soros, il passe une année à l'Université d'Oxford comme étudiant invité de troisième cycle. Il obtient son doctorat en littérature anglaise à l’Université Eötvös-Loránd en 1996, avant de passer son habilitation universitaire et son doctorat académique. En 2015, il soutient sa thèse en sciences de la traduction, ou traductologie.
Entre 2015 et 2016, il est professeur titulaire à l'université de l'Indiana à Bloomington.
András Kappanyos est conseiller scientifique et directeur adjoint de l'Institut d'études littéraires du réseau de recherche Eötvös Loránd (l’ancien Institut d'études littéraires de l'Académie hongroise des sciences), chef du département de littérature hongroise moderne, rédacteur en chef de la revue Literatura, professeur à l'Institut de langue et de littérature hongroise à l'université de Miskolc et chef du programme d'études de traduction culturelle de l'École doctorale d'études littéraires. 

## Principaux travaux
- Kétséges egység – Az átokföldje, és amit tehetünk vele (Unité douteuse - La terre maudite et ce que nous pouvons en faire) (2001)
- A magyar irodalom képes atlasza (Atlas illustré de la littérature hongroise) (2008)
- Tánc az élen – Ötletek az avantgárdról (Danser sur le fil du rasoir - Idées sur l'avant-garde) (2008)
- Ulysses – Műelemzések (Ulysse – Analyses littéraires) (2011)
- Hová tűnt a huszadik század? (Où est passé le XXe siècle?) (2013)
- Bajuszbögre, lefordítatlan – Műfordítás, adaptáció, kulturális transzfer (Bajuszbögre, non traduit - Traduction, adaptation, transfert culturel) (2015)
- Túl a sövényen (Au-delà de la haie) (2021)

## Traductions sélectionnées
- Kurt Vonnegut: Barbe bleue (1991)
- T. S. Eliot: Poèmes perdus (1997)
- James Joyce: Les Exilés (2001)
- James Joyce: Œuvres mineures (2002)
- Carol Ann Duffy: Wife of the world (2006)
- James Joyce: Écrits inédits (2006)
- James Joyce: Stephen Hero (2008, 2022)
- James Joyce: Ulysse (2012) avec la participation de Marianna Gula, Zoltán Gábor Kiss et Dávid Szolláth
- Sarah Kane: Drames, Poèmes